# Tânout
Cet article concerne la ville nigérienne. Pour le département éponyme, voir Tanout (département).
Tanout est une localité et une commune urbaine, chef-lieu du département de Tanout, dans la région de Zinder au Niger.

## Géographie

### Situation
Tanout est située à environ 130 km nord de Zinder et 750 km à l'est est-nord-est de Niamey, la capitale du pays
.
| Tarka    | Tenhya | Tenhya                    |
| Gangara  | Tânout | Alakoss                   |
| Olléléwa | Ouamé  | Alakoss, Damagaram Takaya |

## Population
La population de la commune urbaine était estimée à 134 074 habitants en 2011
,.

## Transports
La ville a l'aéroport de Tanout.